# Liste der denkmalgeschützten Objekte in Tlumačov u Domažlic
Grundlage dieser Liste der denkmalgeschützten Objekte in Tlumačov u Domažlic ist die ÚSKP-Liste (Ústřední seznam kulturních památek České republiky, deutsch Zentrale Liste der Kulturdenkmäler der Tschechischen Republik), die von der tschechischen Denkmalschutzbehörde NPÚ (Národní památkový ústav, deutsch Nationale Denkmalbehörde) seit 1987 geführt wird und an die seit dem Jahr 1850 geschaffenen Listen anschließt.

## Denkmalgeschützte Objekte nach Ortsteilen

### Tlumačov u Domažlic
| Lage                                                                                                  | Objekt     | Beschreibung                                 | ÚSKP-Nr.                  | Bild           |
| --- | ---------- | -------------------------------------------- | ------------------------- | -------------- |
| Tlumačov u Domažlic, náves (Dorfplatz) (Standort)                                                     | Kapelle    | Barocke Kapelle des hl. Johannes von Nepomuk | 32522/4-2233 Info Katalog | weitere Bilder |
| Tlumačov u Domažlic, Dorfplatz, an der östlichen Spitze der Grünanlage östlich der Kapelle (Standort) | Sühnekreuz | mittelalterliches Steinkreuz                 | 103510 Info Katalog       | weitere Bilder |